# Сражение за Чечен-аул (1732)
Восстание 1732 года в Чечне было вызвано недовольством жителей сёл Чечень и Эндирей действиями царской администрации. 4 июля 1732 года граф Дуглас во главе военной колонны из 1200 солдат и 300 казаков выдвинулся из крепости Святого Креста на подавление восстания. На подходе к Андреевской долине граф получил ложное известие, что восставшие узнали о подходе войск и разбежались. Дуглас послал в село Чечень отряд полковника Коха в составе 300 солдат и 200 казаков. Основная же часть войск осталась ждать у Андреевской долины. Кох 7 июля сжёг село и стал возвращаться. На обратном пути его отряд был окружён и уничтожен, при этом погибли 125 и были ранены 75 солдат. В этом же бою был убит местный князь Казбулат, который привёл Коха в Чечень. Потери чеченской стороны неизвестны.